# MTTR

MTTR a MTBF

MTTR je zkratka pro metriku s neustáleným významem, která nejčastěji znamená průměrnou dobu po kterou měřený subjekt nevykonává očekávanou činnost, případně vykazuje nadměrnou chybovost. Při použití zkratky je vhodné uvést správný význam.
MTTR je časová hodnota udávaná nejčastěji v hodinách. Čím je tato hodnota menší, tím rychleji dojde k opravě a obnovení očekávané činnosti subjektu a tím je měřený subjekt spolehlivější.
Různé významy zkratky MTTR:
- Mean time to restore (střední doba do obnovení) nebo mean time to recovery (střední doba zotavení) - průměrná doba, po které se měřený subjekt navrátí do běžného stavu.
- Mean time to repair (střední doba do opravy) - průměrná doba nutná k opravě měřeného subjektu
- Mean time to replace (střední doba na výměnu) - průměrná doba nutná k výměně subjektu